# الموسوعة اليهودية
الموسوعة اليهودية هي موسوعة نشرت في نيويورك في الفترة مع بين 1901 و1906م، وتشكل مرجعاً هاماً عن تاريخ ومعتقدات اليهود.